# عمل اليوم (مجموعة قصصية)
عمل اليوم عبارة عن مجموعة من القصص القصيرة من تأليف روديارد كبلينغ وتم نشره في عام 1898م، ولا توجد قصائد في هذة المجموعة مثل باقي مجموعات كبلينغ الأخرى.

## محتويات
تحتوي المجموعة على 13 قصة قصيرة والتي كتبها كبلينغ بين عام 1893 وعام 1896 في فيرمونت، وتتضمن أربعة من القصص الموجودة في عمل اليوم شخصيات مجسمة.
1. "بناة الجسور"
2. "المندوب السائر"
3. السفينة التي وجدت نفسها
4. "قبر اجداده"
5. " الشيطان والبحر العميق "
6. "وليام الفاتح - الجزء الأول"
7. "وليام الفاتح - الجزء الثاني"
8. " .007 "
9. "القط المالطي"
10. " خبز على الماء "
11. "خطأ في البعد الرابع"
12. "الأحد في المنزل"
13. "الفتى الحطب"

## روابط خارجية
- نص عمل اليوم في مشروع جوتنبرج وأرشيف الإنترنت